# 일리르 메타
일리르 레제프 메타(알바니아어: Ilir Rexhep Meta, 1969년 3월 24일~)는 알바니아의 제7대 대통령이다.
메타는 1999년부터 2002년까지 알바니아 제31대 총리직을 재직하였다. 그는 2002년부터 2003년까지 외무장관직을 재직하고 이후 2009년부터 2010년까지 다시 외무장관직을 역임하였다. 2013년부터는 알바니아 의회의 대변인직을 맡아왔다. 메타는 부총리, 경제무역자원부 장관직을 맡은 바 있고, 우익 성향 그리고 좌익 성향의 정부에서 모두 일해본 경력이 있다.
알바니아 사회당(PS)의 당원으로서, 메타는 1999년부터 2002년까지 알바니아의 총리직을 맡았다. 그는 이후 2004년 사회주의 통합 운동(LSI)을 창립하고 당을 지도하였다. 2009년부터 2013년까지는, LSI는 우익 성향의 알바니아 민주당과 연합 정치를 하였다. 메타는 부총리직과 외무장관직을 맡고 이후에도 부총리직과 경제무역자원부 장관직을 역임하였다. 이전에 그는 알바니아 의회 유럽 통합 위원회의 의장을 열은 바 있다.
2013년 총선거 이후, 일리르 메타는 2013년 9월 10일 의회 대변인으로 선출되었다. 2017년 4월 28일, 메타는 의회 총 140석 중 87석 (62.14%)의 표를 받아 제7대 알바니아의 대통령으로 당선되어 2017년부터 2022년까지 대통령직을 수행하였다.